# Ameba (camuflatge)

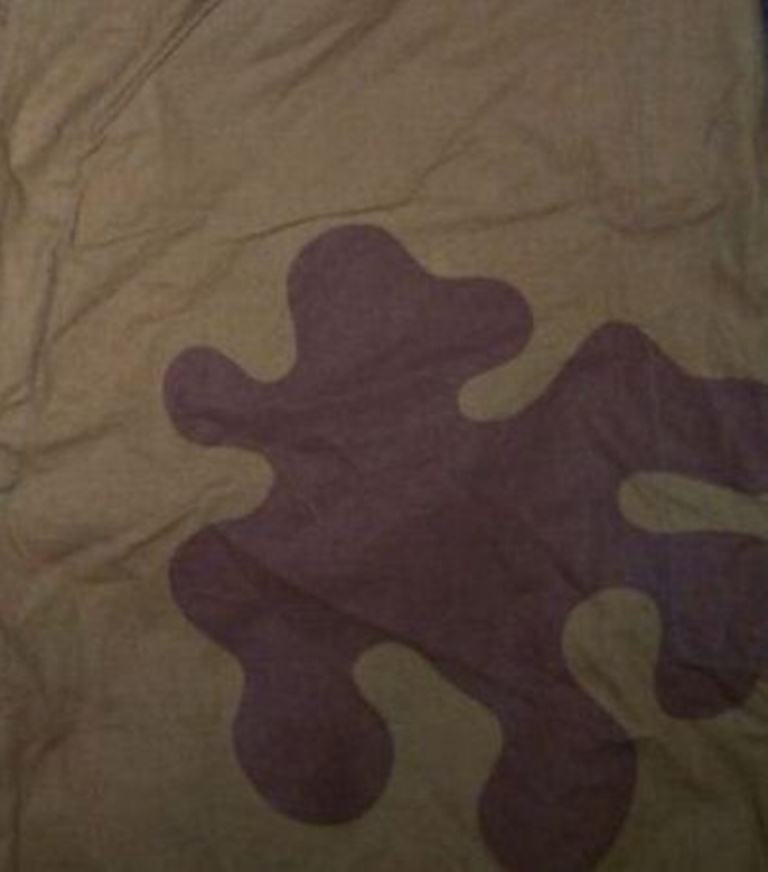
Patró ameba, variant tardor

Ameba (en rus амёба) és el nom que es dona col·loquialment a un patró mimètic soviètic, de la família clapejada, que sobre un fons llis –que pot ésser caqui o verd-- presenta clapes bastant grosses en marró xocolata la forma de les quals recorda l'ameba.

## Història i variants
Sorgit el 1938, l'ameba fou el primer patró mimètic boscós de la història soviètica. Presentava dues grans versions: de primavera, sobre fons verd; i de tardor, sobre fons caqui.
El patró ameba s'aplicava a dos tipus de sobreuniforme de campanya dissenyats ad hoc i distribuïts a partir d'aqueixa data:
- MK (maskiróvotxni kombinezon 'granota mimètica' o 'granota d'ocultació'), d'una peça, com indica el nom
- MKK (maskiróvotxni kamuflírovanni kostiüm 'conjunt [o uniforme] mimètic d'ocultació'), de dues peces

Ambdues versions duien caputxa incorporada i vel per a cobrir el rostre; totes dues es confeccionaven en cotó i segons patró molt ample, per tal de dur per damunt de l'uniforme estàndard. En el cas del sobreuniforme de dues peces (MKK) sembla haver-n'hi hagut versió reversible primavera/tardor.
Així mateix es distribuí una insòlita tenda-ponxo amb caputxa incorporada, que només existia en patró ameba.
Durant la Segona Guerra Mundial, els sobreuniformes en ameba foren usats àmpliament per certes forces d'elit soviètiques: paracaigudistes, exploradors (tropes de reconeixement), enginyers de primera línia i –emblemàticament-- franctiradors (snàipers).
Jutjat com a força efectiu, el patró ameba continuà en ús ininterrompudament almenys fins a inicis dels anys seixanta, si bé en concurrència amb altres patrons sorgits mentrestant (fullatge d'ençà 1941 i beriozka d'ençà 1944). En acabat tendí a l'arraconament en profit de noves versions de tipus beriozka, si bé consta que, a la Federació Russa, almenys fins als anys noranta hi havia força material ameba emmagatzemat per a ús de reservistes i de reclutes; i hi ha indicis per a pensar que aquesta és la situació encara avui.
Finalment, cal tenir en compte que el patró ameba intervingué en el disseny de curiosos patrons híbrids sorgits a partir de 1945, els quals sobreimprimien clapes ameboides sobre un fons de tipus, bé de fullatge, bé beriozka.

## Influència: el grup ameba
Inaugurades en l'Exèrcit Roig, les clapes ameboides han format part de força patrons molt diversos entre si, pel disseny i per l'origen geogràfic, i que poden haver sorgit per imitació del referent soviètic, o, potser, per evolució paral·lela (per exemple, com a estilització d'un traçat de fulles o branques). Per afinitat tipològica, el conjunt d'aquests patrons es podria classificar com a grup ameba.
El cas més clar d'influència soviètica és el del patró m. 1949 de la RDA, sembla que mancat de designació oficial, però que en la col·loquialitat es coneix simptomàticament com a M49 sowjetische Tarnbekleidung ('roba mimètica soviètica m. 49') i russisches Tarnmuster ('patró mimètic rus'), tot i constar que fou de disseny i confecció alemanys. Aquest patró presentava clapes ameboides en marró xocolata i en marró vermellós sobre fons ocre molt pàl·lid. S'usà en un sobreuniforme de campanya de dues peces (amb caputxa incorporada) i en una Zeltbahn o tenda-ponxo (també, en la insòlita tradició ameba soviètica, amb caputxa incorporada). Aquest patró s'extingí el 1957 amb l'adopció del patró Flächentarn.
Altres patrons clapejats amb presència destacada de clapes ameboides són el duby txecoslovac (de 1954) i el rocoso espanyol (de 1959, i conegut sovint pels col·leccionistes com a «patró ameba espanyol»). Emperò, en ambdós casos la inspiració general del disseny és marcadament el Leibermuster, amb què hauríem de parlar, tal vegada, de patrons híbrids.
Un altre cas d'interès és l'anomenat patró ameba (Amöbentarn) de la tenda-ponxo (Zeltbahn) m. 1956 de la Bundeswehr. El patró Amöbentarn presentava una superfície afí al Leibermuster sobre un fons estellat, amb versions primavera per una cara i tardor per l'altra; les clapes del disseny Leibermuster, però, hi eren ameboides. Aquest patró s'extingiria a partir de 1959, quan la Bundeswehr optà pel pas al verd oliva llis tant en uniforme com en equipament.
També presenten elements ameboides alguns patrons sorgits entre els anys vuitanta i noranta a Estònia, Lituània i Kuwait. Es podrien considerar ameboides certs patrons de les Filipines, Polònia i Iugoslàvia que alguns especialistes classifiquen dins el grup trencaclosques.

## Popularitat
El patró ameba és un dels exemples més clàssics i senzills de la família clapejada, així com un dels patrons més cèlebres de la història del camuflatge militar. És el més emblemàtic dels patrons soviètics, tant de portes endins com internacionalment, i forma part de la iconografia referencial de la Segona Guerra Mundial, en què es vincula sobretot als franctiradors i al combat guerriller.